# 王晓初 (政治人物)
王晓初（1953年6月—），男，北京人，中华人民共和国政治人物，曾任中华人民共和国人力资源和社会保障部副部长，第十二届全国人民代表大会北京地区代表。

## 生平
毕业于美国西蒙斯学院图书情报学专业。1986年加入中国共产党。2013年，被选为全国人大代表。